# NAT massiu

Carrier Grade NAT, o NAT massiu.

El NAT massiu, conegut també com a NAT a gran escala (large-scale NAT, o LSN) o Carrier-grade NAT (CGN), és una eina de disseny de xarxes IPv4 on els extrems de la comunicació, en concret, les xarxes residencials, es configuren amb adreces de xarxa privades, que es tradueixen a adreces públiques mitjançant equips de traducció que s'interposen, dins de la xarxa del proveïdor entre l'usuari i la Internet pública. Aquests dispositius permeten compartir conjunts petits d'adreces públiques entre molts punts finals. Això canvia el lloc tradicional on es fa i es configura la funció de NAT des de l'equip de casa del client, cap a la xarxa del proveïdor d'accés a Internet.
Està previst d'utilitzar el NAT massiu per tal de mitigar l'esgotament d'adreces IPv4.
Els seus crítics li troben els següents defectes:
- Com qualsevol forma de NAT, trenca el principi de comunicació extrem a extrem.[2]
- Té molts problemes de seguretat, escalabilitat i fiabilitat, pel fet d'haver de mantenir informació d'estat.
- Fa més difícil mantenir els registres de connexions per als cossos de seguretat.
- Fa impossible per als clients d'oferir serveis sobre ports coneguts (instal·lar un servidor web, per exemple).

Un escenari d'utilització del NAT massiu es pot descriure com a NAT444, perquè les connexions d'alguns clients als servidors públics poden arribar a passar per tres dominis d'adreçament IPv4 diferents: el propi de la xarxa privada de l'usuari, la xarxa privada de l'operador i la Internet pública.
Un altre escenari de NAT massiu és Dual-Stack Lite, on la xarxa de l'operador utilitza IPv6 i, per tant, només calen dos dominis d'adreçament IPv4.